# ジャスティン・エラスムス
ジャスティン・エラスムス（Justin Erasmus、1990年1月22日 - ）は、南アフリカ共和国ハウテン州ヨハネスブルグ出身のプロ野球選手（投手）。右投右打。
兄は、第1回WBCの南アフリカ共和国代表で捕手を務めたブラッドリー・エラスマスである。

## 経歴

### プロ入り前
1990年1月22日に、南アフリカ共和国ハウテン州ヨハネスブルグで生まれる。その後、オーストラリアのブリスベンへ移住する。

### プロ入りとレッドソックス傘下時代
2007年3月に、ボストン・レッドソックスとマイナー契約を結びプロ入りを果たした。元々は、内野手だったがプロ入りを機に、投手に転向した。
2009年3月に、第2回WBCの南アフリカ代表に選出された。3月9日のメキシコ戦で先発登板するも敗戦投手となった

6月25日に、傘下ルーキーリーグのガルフ・コーストリーグ・レッドソックスでプロデビューを果たす。この年は、15試合に登板し、2勝2敗5セーブ、防御率2.05、25奪三振を記録した。
2010年も、傘下ルーキーリーグのガルフ・コーストリーグ・レッドソックスでプレーした。この年は、21試合に登板し、1勝3敗10セーブ、防御率2.12、33奪三振を記録した。

オフには、オーストラリアンベースボールリーグ(ABL)のブリスベン・バンディッツでプレーした。ここでは、6試合(3試合で先発)登板し、0勝3敗、防御率6.38、8奪三振を記録した。
2011年は、傘下Aのグリーンビル・ドライブでプレーした。この年は、24試合に登板し、4勝1敗1セーブ、防御率1.12、36奪三振を記録した。

オフには、前年同様にブリスベン・バンディッツでプレーした。ここでは、12試合に登板し、0勝0敗2セーブ、防御率2.25、8奪三振を記録した。
2012年も、傘下Aのグリーンビルでプレーした。この年は、26試合に登板し、1勝3敗3セーブ、防御率9.24、38奪三振を記録した。

同年限りで、退団した。

オフの10月には、第39回IBAFワールドカップのオーストラリア代表に選出された。

また3年連続でブリスベン・バンディッツでプレーした。ここでは、16試合に登板し、2勝3敗3セーブ、防御率0.42、8奪三振を記録した。

### スラマーズ時代
2013年は、独立リーグであるフロンティアリーグのジョリエット・スラマーズと契約を結んだ。ここでは、27試合に登板し、3勝2敗17セーブ、防御率1.82、21奪三振を記録した。シーズン途中に、退団した。

### グリズリーズ時代
2013年シーズン途中に、独立リーグであるフロンティアリーグのゲートウェイ・グリズリーズに入団した。ここでは、6試合に登板し、1勝0敗3セーブ、防御率0.00、5奪三振を記録した。同年限りで、退団した。

オフには、オーストラリアンベースボールリーグのメルボルン・エイシズでプレーした。ここでは、18試合(3試合え先発)登板し、3勝4敗4セーブ、防御率3.48、23奪三振を記録した。

### レッドホークス時代
2014年は、独立リーグであるアメリカン・アソシエーションのファーゴ・ムーアヘッド・レッドホークスと契約を結んだ。ここでは、25試合に登板し、2勝2敗2セーブ、防御率5.07、31奪三振を記録した。シーズン途中に、退団した。

### ブーマーズ時代
2014年シーズン途中に、独立リーグであるフロンティアリーグのシャンバーグ・ブーマーズへ入団した。ここでは、8試合(2試合で先発)登板し、3勝0敗1セーブ、防御率4.21、24奪三振を記録した。

オフには、2年振りにブリスベン・バンディッツでプレーした。ここでは、22試合に登板し、0勝1敗、防御率3.82、32奪三振を記録した。

## 詳細情報

### 代表歴
- 2009 ワールド・ベースボール・クラシック南アフリカ代表
- 第39回IBAFワールドカップ オーストラリア代表